# Championnat d'Irlande de football 1900-1901
Navigation
Édition précédente Édition suivante
Le onzième championnat d'Irlande de football se déroule en 1900-1901. Le championnat regroupe 6 clubs irlandais. 
Distillery FC remporte pour la troisième fois le championnat deux ans après son dernier titre.

## Les 6 clubs participants
- Belfast Celtic Football Club
- Cliftonville Football Club
- Derry Celtic Football Club
- Distillery Football Club
- Glentoran Football Club
- Linfield Football and Athletic Club

## Classement
| Rang | Équipe          | Pts | J  | G | N | P | Bp | Bc | Diff |
| ---- | --------------- | --- | -- | - | - | - | -- | -- | ---- |
| 1    | Distillery FC   | 16  | 10 | 7 | 2 | 1 | 33 | 10 | +23  |
| 2    | Glentoran FC    | 15  | 10 | 7 | 1 | 2 | 24 | 13 | +11  |
| 3    | Belfast Celtic  | 10  | 10 | 4 | 2 | 4 | 13 | 13 | 0    |
| 4    | Cliftonville FC | 10  | 10 | 3 | 4 | 3 | 17 | 18 | -1   |
| 5    | Linfield FC     | 8   | 10 | 3 | 2 | 5 | 10 | 12 | -2   |
| 6    | Derry Celtic    | 1   | 10 | 0 | 1 | 9 | 12 | 43 | -31  |

|  | Champion d'Irlande |
|  | Relégation         |

## Bilan de la saison
| Tableau d'Honneur                 |                 |
| Compétition                       | Vainqueur       |
| Championnat d'Irlande de football | Distillery FC   |
| Coupe d'Irlande de football       | Cliftonville FC |

| Promotions et relégations |                                                 |
| Relégués                  | Aucun                                           |
| Promus                    | Ulster Belfast et St.Columb's Court Londonderry |